# Félix Clément (musicien)
Pour les articles homonymes, voir Félix Clément et Clément.
Félix-Jacques-Alfred Clément est un organiste, compositeur, musicologue et professeur de musique ancienne français, né le 13 janvier 1822 à Paris où il est mort le 23 janvier 1885.

## Biographie
Attiré très jeune par la musique, ses parents l'obligent à suivre des études aux lycées Henri-IV et Saint-Louis pour entrer à l’École normale. Contraint à pratiquer une heure quotidienne de piano, il apprend discrètement l’harmonie et la composition auprès de Moncouteau, alors organiste suppléant de Saint-Sulpice. Cette musique religieuse allait décider de son orientation et, à treize ans, il compose déjà une messe qui sera exécutée par les choristes de l’Orphéon de Paris. Pendant ses études, il jouera régulièrement de l’orgue à Notre-Dame de la Pitié.
Entré comme précepteur dans une riche famille normande, Clément a la chance d’y rencontrer des amateurs de musique qui l’aident à s’aguerrir dans la composition et à approfondir le chant qui deviendra sa spécialité. En 1840, il est placé comme précepteur chez le vicomte Benoist d’Azy. Trois ans plus tard, il est persuadé de sa vocation musicale. Il est nommé professeur de piano et de chant au collège Stanislas où il sera jusqu’en 1860 l’organiste et le maître de chapelle.
Passionné par les musiques anciennes et, en particulier, par la musique religieuse, il s’est livré à la recherche sur l’histoire de la musique et de la poésie. Il contribua à partir de 1847 et pendant une dizaine d’années à la revue Annales archéologiques. En 1849, il est chargé de la musique des solennités officielles des nominations de la magistrature à la Sainte-Chapelle et celles de l’exposition de l’Industrie. Il en profita pour faire exécuter de la musique tirée de partitions manuscrites du XIIIe siècle et publiée sous le titre « Chants de la sainte-Chapelle ». Cette restitution  lui attira une série de critiques sévères dont celle de son confrère Théodore Nisard. Appelé à la commission ministérielle des « Arts et Édifices religieux », Clément  voue tous ses efforts à une meilleure rénovation des orgues d’église et à l’exécution plus véridique des chants liturgiques. Le succès de cette entreprise favorisa la fondation d’une école spécifique que dirigera, dès 1853, Louis Niedermeyer.
On doit à Félix Clément, de nombreux ouvrages d’érudition. Il fut également très occupé, en dehors de ses fonctions pédagogiques, par ses nombreuses attributions de maître de chapelle : d’abord, du collège Stanislas, puis de Saint-Augustin, de Saint-André d’Antin, de Louis-le-Grand et de la Sorbonne.

## Œuvres principales
- Eucologe en musique selon le rite parisien (1845 ; 1851) : première application d’un système de notation moderne du plain-chant.
- Le Paroissien romain  (1854) : plains-chants liturgiques en notation moderne.
- Méthode complète du plain-chant ; Tableaux du plain-chant (1854) : règles du chant grégorien.
- Morceaux de musique religieuse (1855) ; Recueil de cantiques, avec accompagnement d’orgue (1859).
- Des diverses réformes du chant grégorien (1860) [lire en ligne]
- Histoire générale de la musique religieuse (1861).
- Les Poètes chrétiens depuis le quatrième siècle jusqu’au quinzième (1857).
- Félix Clément, Les Musiciens célèbres du seizième siècle à nos jours, Paris, L. Hachette, 1868, 680 p. (lire en ligne) sur Google Books.
- Félix Clément et Pierre Larousse, Dictionnaire des opéras : Dictionnaire lyrique, Paris, Administration du grand dictionnaire universel, 1881 (lire en ligne), lire en ligne sur Gallica (en collaboration avec Pierre Larousse et réédité en 1999).
- Histoire de la musique depuis les temps anciens jusqu’à nos jours (1885).

## Honneurs
- Maître de chapelle honoraire de la Sorbonne et du collège Stanislas.
- Commandeur de l'ordre de Saint-Grégoire-le-Grand